# Сонис, Луи Гастон де
Граф (с 1880) Луи Гастон де Сонис (фр. Louis-Gaston de Sonis; 25 августа 1825, Пуэнт-а-Питр — 15 августа 1887, Париж) — французский военный деятель правых взглядов, герой Франко-прусской войны, дивизионный генерал.

## Биография
Родился в 1825 году на французском острове Гваделупа в Карибском море в зажиточной семье офицера недворянского происхождения Жана-Батиста де Сониса (1795–1844). Подростком Луи Гастон вернулся во Францию, где получил военное образование, окончив Национальное военное училище, Военное училище Сен-Сир и кавалерийскую школу в Сомюре.
В 1848 году, завершив своё образование, он был выпущен младшим лейтенантом в 5-й гусарский полк. В самом начале своей службы в гусарх, Сонис, которому тогда было около 23 лет, вступил в масонскую ложу Великого Востока Франции, но через десять месяцев покинул её, и в дальнейшем стал известным противником масонства.
В 1849 году он женился, и от этого брака имел 12 детей.
Начиная с 1854 года служил в Алжире, причём в 1857 году участвовал в военной экспедиции в земли кабилов. В 1859 году, в Италии, в ходе Сардинской войны, командуя гусарским эскадроном, сражался при Сольферино.
В дальнейшем вернулся в Северную Африку, где служил ещё десять лет (1859—1869), участвовал в нескольких сражениях, в том числе, в военной экспедиции в Марокко, в которую отправился добровольцем и чуть не погиб от холеры. К концу этого десятилетнего периода Сонис уже возглавлял самостоятельную экспедицию в пустыню для подчинения не до конца покорённых племён (1866) и руководил французскими войсками в бою при Айн-Мадхи, в Алжире.
Прибыв во Францию в условиях начинавшейся Франко-прусской войны, Сонис получил под своё командование 17-й армейский корпус. К его корпус было прикомандировано подразделение Папских зуавов («зуавов Папы Римского») под командованием Шаретта. Особенно отличился генерал Сонис в битве при Луаньи, где был тяжело ранен и не был найден своими солдатами, в результате чего провёл всю ночь на земле при температуре минус двадцать градусов, ободряя раненых солдат, лежащих вокруг. Генерал Сонис выжил, однако ему ампутировали ногу. 

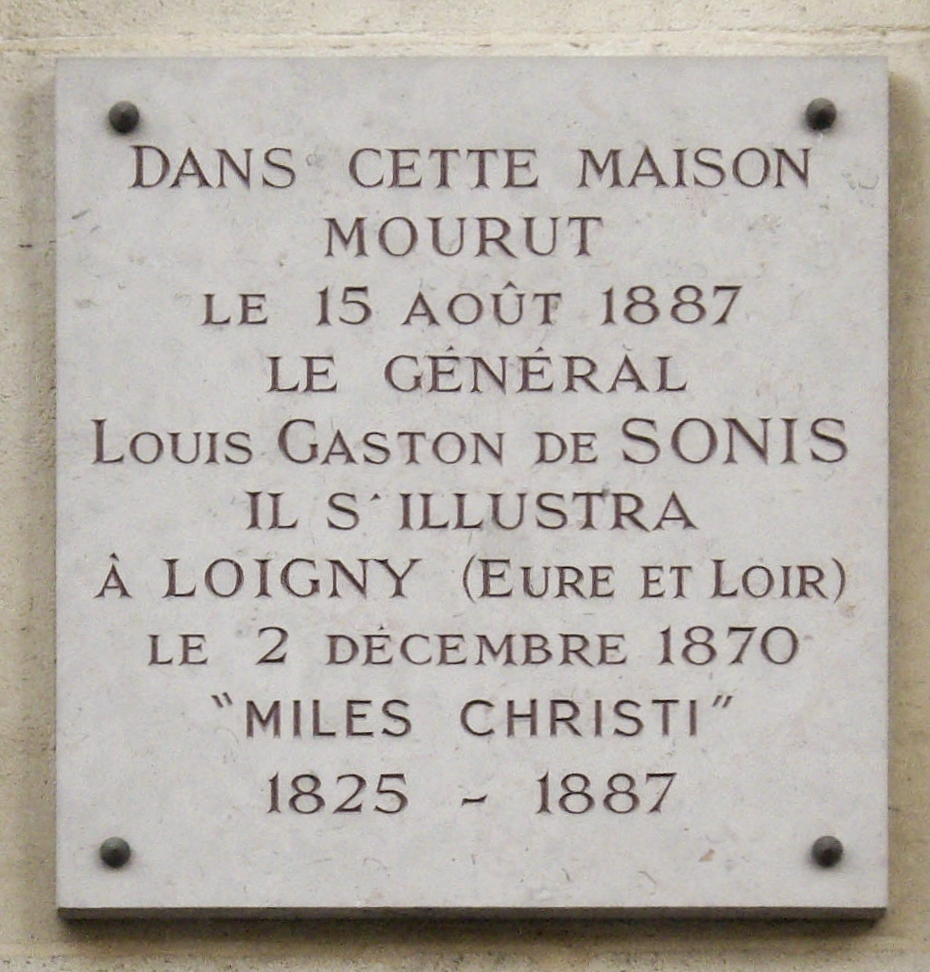
Надгрбие генерала.

Даже несмотря на потерю ноги, генерал Сонис продолжил службу и командовал рядом военных округов вплоть до 1883 года. В этот период крайняя религиозность Сониса превратила его в известного публичного противника секуляризации французского общества. В 1880 году Папа Римский наградил его графским титулом за отстаивание интересов католиков Франции. В 1880 году он ненадолго вышел в отставку в знак протеста против закрытия католических монастырей во Франции. В 1883 году был окончательно отправлен в отставку «за ранами», а в действительности — из-за своей активной публичной позиции.
Генерал де Сонис скончался в 1887 году в Париже и был похоронен в церкви Луаньи рядом с братской могилой погибших в сражении «папских зуавов» Шаретта. На его скромном надгробии была выгравирована эпитафия: «Под этим камнем покоится умерший 15 августа 1887 года генерал Луи Гастон де Сонис (…) Воин Христов».
Еще при жизни генерал Сонис стал почитаемой фигурой в среде французских правых, и интерес к нему сохраняется до сих пор. Только за последние тридцать лет во Франции было издано три книги, посвящённых Сонису персонально.